# Charlotte Mew
Charlotte Mary Mew (Bloomsbury, 15 de noviembre de 1869 - 24 de marzo de 1928) fue una poetisa y cuentista inglesa, cuya obra se encuentra a caballo entre la poesía victoriana y el Modernismo.

## Vida

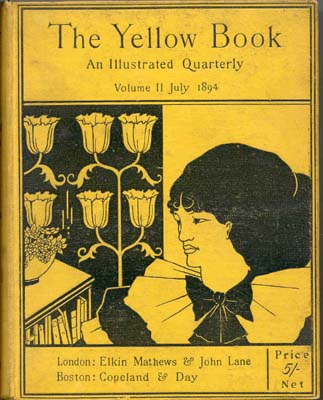
Portada de "Tthe Yellow Book". Julio 1894

Charlotte Mary Mew era hija del arquitecto Frederick Mew, que diseñó el ayuntamiento de Hampstead. Su padre murió en 1898 sin haber hecho previsiones adecuadas para su familia; dos de sus hermanos padecieron enfermedad mental y fueron recluidos en instituciones y otros tres murieron en su primera infancia, con lo que quedaron Charlotte, su madre y su hermana Anne. Charlotte y Anne hicieron el pacto de no casarse, por miedo a transmitir la locura a sus hijos. Un autor considera a Charlotte «castamente lesbiana».
En 1894, Mew logró que le publicaran un cuento en The Yellow Book, pero escribió muy poca poesía por entonces. Su primera colección de poesía, La novia del granjero (The Farmer's Bride), se publicó en 1916, en formato chapbook, por la Poetry Bookshop; en los Estados Unidos fue titulada Saturday Market y publicada en 1921. Consiguió con ella la admiración de Sydney Cockerell.
Sus poemas son variados. Algunos, como «Madeleine in Church», son apasionados debates sobre la fe y la posibilidad de creer en Dios; otros son protomodernistas en la forma y atmósfera («In Nunhead Cemetery»). Mew obtuvo el mecenazgo de varias figuras literarias, destacadamente Thomas Hardy, quien la llamó la mejor poetisa de su época; Virginia Woolf, quien dijo que era «muy buena y diferente del resto» y Siegfried Sassoon. Obtuvo una pequeña pensión a cargo de la Civil List con la ayuda de Cockerell, Hardy, John Masefield y Walter de la Mare. Esto le ayudó en sus dificultades financieras.  
Tras la muerte de su hermana, cayó en una honda depresión y la admitieron en una residencia donde acabó suicidándose bebiendo desinfectante «Lysol».
Mew está enterrada en la parte septentrional del cementerio de Hampstead, Londres NW6.